# Список птахів Брунею
Це перелік видів птахів, зафіксованих на території Брунею. Авіфауна Брунею налічує загалом 500 видів, з яких 4 були інтродуковані людьми.

## Позначки
Наступні теги використані для виділення деяких категорій птахів.
- (А) Випадковий — вид, який рідко або випадково трапляється в Брунеї
- (I) Інтродукований — вид, завезений до Брунею як наслідок, прямих чи непрямих людських дій

## Гусеподібні(Anseriformes)
Родина: Качкові (Anatidae)
- Свистач філіппінський, Dendrocygna arcuata
- Свистач індійський, Dendrocygna javanica
- Чирянка велика, Spatula querquedula
- Широконіска північна, Spatula clypeata'
- Крижень звичайний, Anas platyrhynchos
- Шилохвіст північний, Anas acuta
- Чирянка мала, Anas crecca
- Чернь чубата, Aythya fuligula

## Куроподібні(Galliformes)
Родина: Великоногові (Megapodiidae)
- Великоніг філіппінський, Megapodius cumingii

Родина: Фазанові (Phasianidae)
- Куріпка червоночуба, Rollulus rouloul
- Куріпка чорна, Melanoperdix niger
- Аргус великий, Argusianus argus
- Перепілка китайська, Synoicus chinensis
- Лофур білохвостий, Lophura bulweri
- Лофур жовтохвостий, Lophura erythrophthalma
- Лофур чубатий, Lophura ignita

## Голубоподібні(Columbiformes)
Родина: Голубові (Columbidae)
- Голуб сизий, Columba livia (I)
- Columba vitiensis(інші мови)
- Streptopelia dusumieri(інші мови) (A)
- Горлиця китайська, Spilopelia chinensis
- Горлиця філіпінська, Macropygia tenuirostris
- Горлиця яванська, Macropygia ruficeps
- Chalcophaps indica(інші мови)
- Geopelia striata(інші мови)
- Голуб гривастий, Caloenas nicobarica
- Вінаго синьошиїй, Treron olax
- Вінаго оливковокрилий, Treron vernans
- Вінаго коричневий, Treron fulvicollis
- Вінаго індокитайський, Treron curvirostra
- Вінаго великий, Treron capellei
- Тілопо малазійський, Ptilinopus jambu
- Пінон малазійський, Ducula aenea
- Пінон гірський, Ducula badia
- Пінон двобарвний, Ducula bicolor

## Зозулеподібні(Cuculiformes)
Родина: Зозулеві (Cuculidae)
- Зозуля-довгоніг борнейська, Carpococcyx radiceus
- Коукал короткопалий, Centropus rectunguis
- Коукал рудокрилий, Centropus sinensis
- Коукал малий, Centropus bengalensis
- Малкога малазійська, Rhinortha chlorophaea
- Малкога вогнистовола, Zanclostomus javanicus
- Малкога яванська, Phaenicophaeus curvirostris
- Малкога суматранська, Phaenicophaeus sumatranus
- Малкога таїландська, Phaenicophaeus diardi
- Eudynamys scolopaceus
- Дідрик фіолетовий, Chrysococcyx xanthorhynchus
- Дідрик рудохвостий, Chrysococcyx basalis
- Дідрик зеленоголовий, Chrysococcyx minutillus
- Кукавка смугаста, Cacomantis sonneratii
- Кукавка сіровола, Cacomantis merulinus
- Кукавка рудовола, Cacomantis sepulcralis
- Зозуля-дронго азійська, Surniculus lugubris
- Зозуля вусата, Hierococcyx vagans
- Зозуля острівна, Hierococcyx bocki
- Зозуля ширококрила, Hierococcyx fugax
- Зозуля короткокрила, Cuculus micropterus
- Зозуля глуха, Cuculus saturatus

## Дрімлюгоподібні(Caprimulgiformes)
Родина: Білоногові (Podargidae)
- Корнудо вухатий, Batrachostomus auritus
- Корнудо малазійський, Batrachostomus stellatus
- Batrachostomus mixtus
- Корнудо індокитайський, Batrachostomus affinis
- Корнудо сундайський, Batrachostomus cornutus

Родина: Дрімлюгові (Caprimulgidae)
- Ночнар малазійський, Lyncornis temminckii
- Дрімлюга маньчжурський, Caprimulgus jotaka
- Дрімлюга великохвостий, Caprimulgus macrurus
- Дрімлюга савановий, Caprimulgus affinis
- Дрімлюга суматранський, Caprimulgus concretus

## Серпокрильцеподібні(Apodiformes)
Родина: Серпокрильцеві (Apodidae)
- Голкохвіст сивогузий, Rhaphidura leucopygialis
- Колючохвіст білогорлий, Hirundapus caudacutus
- Колючохвіст великий, Hirundapus giganteus
- Салангана велика, Hydrochous gigas
- Салангана оперенопала, Collocalia affinis
- Салангана сіра, Aerodramus amelis
- Салангана яванська, Aerodramus salangana
- Салангана малазійська, Aerodramus maximus
- Салангана сундайська, Aerodramus fuciphagus
- Серпокрилець сибірський, Apus pacificus
- Серпокрилець непальський, Apus nipalensis
- Серпокрилець південноазійський, Cypsiurus balasiensis

Родина: Клехові (Hemiprocnidae)
- Клехо зеленокрилий, Hemiprocne longipennis
- Клехо малий, Hemiprocne comata

## Журавлеподібні(Gruiformes)
Родина: Пастушкові (Rallidae)
- Пастушок східний, Rallus indicus (A)
- Пастушок рудоголовий, Lewinia striata
- Курочка водяна, Gallinula chloropus
- Лиска звичайна, Fulica atra
- Курочка рогата, Gallicrex cinerea
- Багновик білогрудий, Amaurornis phoenicurus
- Погонич білобровий, Poliolimnas cinereus
- Погонич червононогий, Rallina fasciata
- Погонич-крихітка, Zapornia pusilla

Родина: Журавлеві (Gruidae)
- Журавель індійський, Antigone antigone

## Сивкоподібні(Charadriiformes)
Родина: Лежневі (Burhinidae)
- Лежень рифовий, Esacus magnirostris

Родина: Чоботарові (Recurvirostridae)
- Кулик-довгоніг чорнокрилий, Himantopus himantopus (A)
- Кулик-довгоніг строкатий, Himantopus leucocephalus

Родина: Сивкові (Charadriidae)
- Сивка морська, Pluvialis squatarola
- Сивка бурокрила, Pluvialis fulva
- Чайка чубата, Vanellus vanellus
- Чайка сіра, Vanellus cinereus
- Пісочник монгольський, Charadrius mongolus
- Пісочник товстодзьобий, Charadrius leschenaultii
- Пісочник малазійський, Charadrius peronii
- Пісочник морський, Charadrius alexandrinus
- Charadrius dealbatus
- Пісочник великий, Charadrius hiaticula
- Пісочник усурійський, Charadrius placidus
- Пісочник малий, Charadrius dubius
- Пісочник довгоногий, Charadrius veredus

Родина: Мальованцеві (Rostratulidae)
- Мальованець афро-азійський, Rostratula benghalensis

Родина: Баранцеві (Scolopacidae)
- Кульон середній, Numenius phaeopus
- Кульон-крихітка, Numenius minutus
- Кульон східний, Numenius madagascariensis
- Кульон великий, Numenius arquata
- Грицик малий, Limosa lapponica
- Грицик великий, Limosa limosa
- Крем'яшник звичайний, Arenaria interpres
- Побережник великий, Calidris tenuirostris
- Побережник ісландський, Calidris canutus
- Брижач, Calidris pugnax
- Побережник болотяний, Calidris falcinellus
- Побережник гострохвостий, Calidris acuminata
- Побережник червоногрудий, Calidris ferruginea
- Побережник білохвостий, Calidris temminckii
- Побережник довгопалий, Calidris subminuta
- Побережник рудоголовий, Calidris ruficollis
- Побережник білий, Calidris alba
- Побережник чорногрудий, Calidris alpina (A)
- Побережник малий, Calidris minuta
- Неголь азійський, Limnodromus semipalmatus
- Неголь довгодзьобий, Limnodromus scolopaceus (A)
- Слуква лісова, Scolopax rusticola
- Баранець звичайний, Gallinago gallinago
- Баранець азійський, Gallinago stenura
- Баранець лісовий, Gallinago megala
- Мородунка, Xenus cinereus
- Плавунець круглодзьобий, Phalaropus lobatus (A)
- Набережник палеарктичний, Actitis hypoleucos
- Коловодник лісовий, Tringa ochropus
- Коловодник попелястий, Tringa brevipes
- Коловодник чорний, Tringa erythropus (A)
- Коловодник великий, Tringa nebularia
- Коловодник ставковий, Tringa stagnatilis
- Коловодник болотяний, Tringa glareola
- Коловодник звичайний, Tringa totanus

Родина: Дерихвостові (Glareolidae)
- Дерихвіст забайкальський, Glareola maldivarum

Родина: Поморникові (Stercorariidae)
- Поморник середній, Stercorarius pomarinus

Родина: Мартинові (Laridae)
- Мартин звичайний, Chroicocephalus ridibundus
- Крячок бурий, Anous stolidus
- Крячок бурокрилий, Onychoprion anaethetus
- Крячок малий, Sternula albifrons
- Крячок чорнодзьобий, Gelochelidon nilotica
- Крячок каспійський, Hydroprogne caspia
- Крячок білокрилий, Chlidonias leucopterus
- Крячок білощокий, Chlidonias hybrida
- Крячок рожевий, Sterna dougallii
- Крячок індонезійський, Sterna sumatrana
- Крячок річковий, Sterna hirundo
- Крячок жовтодзьобий, Thalasseus bergii
- Крячок бенгальський, Thalasseus bengalensis

## Буревісникоподібні(Procellariiformes)
Родина: Буревісникові (Procellariidae)
- Буревісник тихоокеанський, Calonectris leucomelas (A)

## Лелекоподібні(Ciconiiformes)
Родина: Лелекові (Ciconiidae)
- Лелека малазійський, Ciconia stormi
- Марабу яванський, Leptoptilos javanicus

## Сулоподібні(Suliformes)
Родина: Фрегатові (Fregatidae)
- Фрегат-арієль, Fregata ariel
- Фрегат малазійський, Fregata andrewsi
- Фрегат тихоокеанський, Fregata minor

Родина: Сулові (Sulidae)
- Сула білочерева, Sula leucogaster
- Сула червононога, Sula sula

Родина: Змієшийкові (Anhingidae)
- Змієшийка чорночерева, Anhinga melanogaster

Родина: Бакланові (Phalacrocoracidae)
- Баклан великий, Phalacrocorax carbo

## Пеліканоподібні(Pelecaniformes)
Родина: Чаплеві (Ardeidae)
- Бугай водяний, Botaurus stellaris
- Бугайчик китайський, Ixobrychus sinensis
- Бугайчик амурський, Ixobrychus eurhythmus
- Бугайчик рудий, Ixobrychus cinnamomeus
- Бугайчик чорний, Ixobrychus flavicollis
- Чапля сіра, Ardea cinerea
- Чапля суматранська, Ardea sumatrana
- Чапля руда, Ardea purpurea
- Чепура велика, Ardea alba
- Чепура середня, Ardea intermedia
- Чепура жовтодзьоба, Egretta eulophotes
- Чепура мала, Egretta garzetta
- Чепура тихоокеанська, Egretta sacra
- Чапля єгипетська, Bubulcus ibis
- Чапля китайська, Ardeola bacchus
- Чапля мангрова, Butorides striata
- Квак звичайний, Nycticorax nycticorax
- Квак каледонський, Nycticorax caledonicus (A)
- Квак японський, Gorsachius goisagi
- Квак малайський, Gorsachius melanolophus

Родина: Ібісові (Threskiornithidae)
- Косар малий, Platalea minor

## Яструбоподібні(Accipitriformes)
Родина: Скопові (Pandionidae)
- Скопа, Pandion haliaetus

Родина: Яструбові (Accipitridae)
- Шуліка чорноплечий, Elanus caeruleus
- Осоїд чубатий, Pernis ptilorhynchus
- Шуляк азійський, Aviceda jerdoni
- Сип бенгальський, Gyps bengalensis
- Spilornis kinabaluensis(інші мови)
- Змієїд чубатий, Spilornis cheela
- Шуліка-широкорот, Macheiramphus alcinus
- Nisaetus cirrhatus(інші мови)
- Nisaetus alboniger(інші мови)
- Nisaetus nanus(інші мови)
- Орел-карлик індійський, Lophotriorchis kienerii
- Орел чорний, Ictinaetus malaiensis
- Канюк яструбиний, Butastur indicus
- Circus spilonotus(інші мови)
- Лунь польовий, Circus cyaneus
- Circus melanoleucos(інші мови)
- Яструб чубатий, Accipiter trivirgatus
- Яструб китайський, Accipiter soloensis
- Яструб японський, Accipiter gularis
- Яструб яванський, Accipiter virgatus
- Яструб малий, Accipiter nisus (A)
- Шуліка чорний, Milvus migrans
- Шуліка королівський, Haliastur indus
- Орлан білочеревий, Haliaeetus leucogaster
- Орлан-рибалка малий, Icthyophaga humilis
- Орлан-рибалка великий, Icthyophaga ichthyaetus

## Совоподібні(Strigiformes)
Родина: Сипухові (Tytonidae)
- Лехуза вухата, Phodilus badius

Родина: Совові (Strigidae)
- Сплюшка суматранська, Otus rufescens
- Сплюшка гірська, Otus spilocephalus
- Сплюшка бангладеська, Otus lettia
- Сплюшка калімантанська, Otus lempiji
- Пугач суматранський, Bubo sumatranus
- Пугач-рибоїд малазійський, Ketupa ketupu
- Сичик-горобець малий, Taenioptynx brodiei
- Сова бура, Strix leptogrammica
- Сова болотяна, Asio flammeus
- Сова-голконіг далекосхідна, Ninox scutulata

## Трогоноподібні(Trogoniformes)
Родина: Трогонові (Trogonidae)
- Казунба, Harpactes kasumba
- Трогон борнейський, Harpactes diardii
- Трогон чорноголовий, Harpactes orrhophaeus
- Трогон червоногузий, Harpactes duvaucelii
- Трогон оливковоголовий, Harpactes oreskios

## Bucerotiformes
Родина: Одудові (Upupidae)
- Одуд, Upupa epops

Родина: Птахи-носороги (Bucerotidae)
- Калао білочубий, Berenicornis comatus
- Калао довгохвостий, Rhinoplax vigil
- Гомрай великий, Buceros rhinoceros
- Калао короткочубий, Anorrhinus galeritus
- Птах-носоріг чорний, Anthracoceros malayanus
- Птах-носоріг малабарський, Anthracoceros albirostris
- Калао смугастодзьобий, Rhyticeros undulatus
- Калао білогорлий, Rhabdotorrhinus corrugatus

## Сиворакшоподібні(Coraciiformes)
Родина: Рибалочкові (Alcedinidae)
- Рибалочка блакитний, Alcedo atthis
- Рибалочка темно-синій, Alcedo meninting
- Рибалочка малазійський (Alcedo peninsulae)
- Рибалочка-крихітка трипалий, Ceyx erithaca
- Ceyx rufidorsa
- Альціон смугастий, Lacedo pulchella
- Гуріал смарагдовокрилий, Pelargopsis capensis
- Альціон вогнистий, Halcyon coromanda
- Альціон чорноголовий, Halcyon pileata
- Альціон священний, Todiramphus sanctus
- Альціон білошиїй, Todiamphus chloris
- Альціон малазійський, Actenoides concretus

Родина: Бджолоїдкові (Meropidae)
- Бджолоїдка рожевоголова, Nyctyornis amictus
- Бджолоїдка синьогорла, Merops viridis
- Бджолоїдка синьохвоста, Merops philippinus
- Бджолоїдка райдужна, Merops ornatus (A)

Родина: Сиворакшові (Coraciidae)
- Широкорот східний, Eurystomus orientalis

## Дятлоподібні(Piciformes)
Родина: Бородастикові (Megalaimidae)
- Барбу, Caloramphus fuliginosus
- Бородастик малазійський, Psilopogon duvaucelii
- Бородастик вогнистоголовий, Psilopogon rafflesii
- Бородастик червоногорлий, Psilopogon mystacophanos
- Бородастик золотолобий, Psilopogon henricii
- Бородастик жовтовусий, Psilopogon chrysopogon

Родина: Воскоїдові (Indicatoridae)
- Воскоїд малазійський, Indicator archipelagicus

Родина: Дятлові (Picidae)
- Добаш індійський, Picumnus innominatus
- Добаш малазійський, Sasia abnormis
- Дятел-куцохвіст червоночубий, Hemicircus concretus
- Дятел малазійський, Yungipicus moluccensis
- Дятел сіролобий, Yungipicus canicapillus (A)
- Древняк малий, Blythipicus rubiginosus
- Дятел вогнистий, Reinwardtipicus validus
- Ятла руда, Micropternus brachyurus
- Дятел-коротун бурий, Meiglyptes tukki
- Дятел-коротун смугастокрилий, Meiglyptes tristis
- Дзьобак оливковий, Gecinulus rafflesii
- Дзьобак золотоспинний, Dinopium javanense
- Жовна червонокрила, Picus puniceus
- Жовна вогниста, Chrysophlegma miniaceum
- Жовна каштановошия, Chrysophlegma mentale
- Торомба велика, Mulleripicus pulverulentus
- Dryocopus javensis(інші мови)

## Соколоподібні(Falconiformes)
Родина: Соколові (Falconidae)
- Сокіл-карлик чорноногий, Microhierax fringillarius
- Боривітер звичайний, Falco tinnunculus
- Підсоколик східний, Falco severus
- Сапсан, Falco peregrinus

## Папугоподібні(Psittaciformes)
Родина: Psittaculidae
- Папуга синьоголовий, Psittinus cyanurus
- Папужець малазійський, Psittacula longicauda
- Серендак, Loriculus galgulus

## Горобцеподібні(Passeriformes)
Родина: Смарагдорогодзьобові (Calyptomenidae)
- Рогодзьоб смарагдовий, Calyptomena viridis

Родина: Рогодзьобові (Eurylaimidae)
- Рогодзьоб червоночеревий, Cymbirhynchus macrorhynchos
- Рогодзьоб довгохвостий, Psarisomus dalhousiae
- Рогодзьоб пурпуровий, Eurylaimus javanicus
- Рогодзьоб жовтоокий, Eurylaimus ochromalus
- Рогодзьоб бурий, Corydon sumatranus

Родина: Пітові (Pittidae)
- Піта червоноголова, Erythropitta arquata
- Піта гранатова, Erythropitta granatina
- Піта велика, Hydrornis caerulea
- Піта золотава, Hydrornis schwaneri
- Піта борнейська, Hydrornis baudii
- Піта синьокрила, Pitta moluccensis
- Піта китайська, Pitta nympha
- Піта чорноголова, Pitta sordida

Родина: Шиподзьобові (Acanthizidae)
- Ріроріро золотоволий, Gerygone sulphurea

Родина: Личинкоїдові (Campephagidae)
- Личинкоїд червоний, Pericrocotus igneus
- Личинкоїд сірощокий, Pericrocotus solaris
- Личинкоїд пломенистий, Pericrocotus speciosus
- Шикачик смугастий, Coracina striata
- Оругеро широкобровий, Lalage nigra
- Шикачик карликовий, Lalage fimbriata

Родина: Віреонові (Vireonidae)
- Янчик рододендровий, Pteruthius aeralatus
- Югина зеленоспинна, Erpornis zantholeuca

Родина: Свистунові (Pachycephalidae)
- Свистун борнейський, Pachycephala hypoxantha
- Свистун сірий, Pachycephala cinerea

Родина: Вивільгові (Oriolidae)
- Вивільга смугасточерева, Oriolus xanthonotus
- Вивільга чорноголова, Oriolus chinensis
- Вивільга червоногруда, Oriolus cruentus

Родина: Ланграйнові (Artamidae)
- Ланграйн білогрудий, Artamus leucorynchus

Родина: Вангові (Vangidae)
- Ванговець великий, Tephrodornis virgatus
- Личинколюб білокрилий, Hemipus picatus
- Личинколюб чорнокрилий, Hemipus hirundinaceus
- Філентома рудокрила, Philentoma pyrhopterum
- Філентома чорнощока, Philentoma velatum

Родина: Щетинкоголовові (Pityriasidae)
- Щетинкоголов, Pityriasis gymnocephala

Родина: Йорові (Aegithinidae)
- Йора чорнокрила, Aegithina tiphia
- Йора зелена, Aegithina viridissima

Родина: Віялохвісткові (Rhipiduridae)
- Віялохвістка малазійська, Rhipidura perlata
- Віялохвістка строката, Rhipidura javanica
- Віялохвістка білогорла, Rhipidura albicollis

Родина: Дронгові (Dicruridae)
- Дронго сірий, Dicrurus leucophaeus
- Дронго великодзьобий, Dicrurus annectens
- Дронго бронзовий, Dicrurus aeneus
- Дронго лірохвостий, Dicrurus hottentottus
- Дронго великий, Dicrurus paradiseus

Родина: Монархові (Monarchidae)
- Монаршик гіацинтовий, Hypothymis azurea
- Terpsiphone affinis

Родина: Platylophidae
- Сойка чубата, Platylophus galericulatus

Родина: Сорокопудові (Laniidae)
- Сорокопуд тигровий, Lanius tigrinus
- Сорокопуд сибірський, Lanius cristatus

Родина: Воронові (Corvidae)
- Сорока чорна, Platysmurus leucopterus
- Циса зелена, Cissa chinensis
- Циса борнейська, Cissa jefferyi
- Ворона довгодзьоба, Corvus enca

Родина: Флейтистові (Eupetidae)
- Флейтист малазійський, Eupetes macrocerus

Родина: Stenostiridae
- Канарниця сіроголова, Culicicapa ceylonensis

Родина: Синицеві (Paridae)
- Синиця південноазійська, Parus cinereus

Родина: Тамікові (Cisticolidae)
- Кравчик чорноволий, Orthotomus atrogularis
- Кравчик рудощокий, Orthotomus ruficeps
- Кравчик рудохвостий, Orthotomus sericeus
- Принія жовточерева, Prinia flaviventris

Родина: Очеретянкові (Acrocephalidae)
- Очеретянка східна, Acrocephalus orientalis

Родина: Кобилочкові (Locustellidae)
- Матата болотяна, Megalurus palustris
- Кобилочка співоча, Helopsaltes certhiola
- Кобилочка охотська, Helopsaltes ochotensis
- Кобилочка плямиста, Locustella lanceolata

Родина: Ластівкові (Hirundinidae)
- Ластівка берегова, Riparia riparia
- Ластівка сільська, Hirundo rustica
- Ластівка південноазійська, Hirundo tahitica
- Ластівка даурська, Cecropis daurica
- Ластівка синьоголова, Cecropis striolata

Родина: Бюльбюлеві (Pycnonotidae)
- Бюльбюль білоплечий, Microtarsus melanoleucos
- Бюльбюль рудий, Euptilotus eutilotus
- Бюльбюль чорноголовий, Brachypodius melanocephalos
- Бюльбюль цитриновий, Brachypodius nieuwenhuisii
- Бюльбюль золотоокий, Ixodia erythropthalmos
- Бюльбюль сірочеревий, Ixodia cyaniventris
- Бюльбюль рябогрудий, Ixodia squamata
- Бюльбюль борнейський, Rubigula montis
- Бюльбюль жовтоголовий, Pycnonotus zeylanicus
- Бюльбюль широкобровий, Pycnonotus goiavier
- Бюльбюль оливковокрилий, Pycnonotus plumosus
- Бюльбюль малазійський, Pycnonotus pseudosimplex
- Бюльбюль світлоокий, Pycnonotus simplex
- Бюльбюль бурий, Pycnonotus brunneus
- Оливник волохатий, Tricholestes criniger
- Бюльбюль гачкодзьобий, Setornis criniger
- Alophoixus tephrogenys
- Бюльбюль-бородань жовточеревий, Alophoixus phaeocephalus
- Бюльбюль-бородань карликовий, Iole finschii
- Оливник білогорлий, Iole charlottae
- Оливник смугастоволий, Ixos malaccensis

Родина: Вівчарикові (Phylloscopidae)
- Вівчарик японський, Phylloscopus xanthodryas
- Вівчарик шелюговий, Phylloscopus borealis
- Вівчарик камчатський, Phylloscopus examinandus
- Скриточуб жовтогрудий, Phylloscopus montis
- Вівчарик гірський, Phylloscopus trivirgatus

Родина: Cettiidae
- Війчик білобровий, Abroscopus superciliaris
- Кравчик гірський, Phyllergates cuculatus
- Очеретянка сундайська, Horornis vulcania

Родина: Окулярникові (Zosteropidae)
- Окулярник малазійський, Zosterops auriventer

Родина: Тимелієві (Timaliidae)
- Синчівка смугастовола, Mixornis bornensis
- Синчівка чорногорла, Macronus ptilosus
- Cyanoderma bicolor
- Тимелія-темнодзьоб рудолоба, Cyanoderma rufifrons
- Pomatorhinus bornensis
- Тимелія-темнодзьоб чорногорла, Stachyris nigricollis
- Тимелія-темнодзьоб рудогуза, Stachyris maculata
- Тимелія-темнодзьоб вохриста, Stachyris nigriceps
- Тимелія-темнодзьоб світлоока, Stachyris poliocephala
- Тимелія-темнодзьоб сірощока, Stachyris leucotis

Родина: Pellorneidae
- Тимелія вусата, Malacopteron magnirostre
- Тимелія темноголова, Malacopteron affine
- Тимелія червонолоба, Malacopteron cinereum
- Тимелія рудоголова, Malacopteron magnum
- Тимелія білоброва, Malacopteron albogulare
- Pellorneum capistratoides
- Баблер темноголовий, Pellorneum pyrrogenys
- Тордина сірощока, Pellorneum malaccense
- Джунгляк мангровий, Pellorneum rostratum
- Джунгляк рудий, Pellorneum bicolor
- Кенопа, Kenopia striata
- Тимелійка борнейська, Ptilocichla leucogrammica
- Тордина бура, Malacocincla abbotti
- Тордина товстодзьоба, Malacocincla sepiaria

Родина: Alcippeidae
- Альципа бурохвоста, Alcippe brunneicauda

Родина: Leiothrichidae
- Чагарниця сіроголова, Garrulax palliatus

Родина: Повзикові (Sittidae)
- Повзик червонодзьобий, Sitta frontalis

Родина: Шпакові (Sturnidae)
- Шпак-малюк філіпінський, Aplonis panayensis
- Gracula religiosa
- Шпак японський, Agropsar philippensis
- Шпак чорношиїй, Gracupica nigricollis (I)
- Майна індійська, Acridotheres tristis (I)
- Майна чубата, Acridotheres cristatellus

Родина: Дроздові (Turdidae)
- Трилер, Chlamydochaera jefferyi
- Квічаль рудоголовий, Geokichla interpres
- Квічаль вогнистоголовий, Geokichla citrina
- Дрізд вузькобровий, Turdus obscurus
- Turdus pallidus
- Дрізд мінливоперий, Turdus poliocephalus

Родина: Мухоловкові (Muscicapidae)
- Мухоловка сибірська, Muscicapa sibirica
- Мухоловка бура, Muscicapa dauurica
- Шама індійська, Copsychus saularis
- Шама рудохвоста, Copsychus pyrropygus
- Шама білогуза, Copsychus malabaricus
- Шама білоголова, Copsychus stricklandii
- Нільтава білохвоста, Leucoptilon concretum
- Нільтава лазурова, Cyornis unicolor
- Cyornis montanus
- Нільтава великодзьоба, Cyornis caerulatus
- Нільтава блакитногорла, Cyornis turcosus
- Нільтава борнейська, Cyornis superbus
- Нільтава мангрова, Cyornis rufigastra
- Джунглівниця північна, Cyornis brunneatus (A)
- Джунглівниця сіровола, Cyornis umbratilis
- Джунглівниця оливкова, Cyornis olivaceus
- Джунглівниця рудохвоста, Cyornis ruficauda
- Мухоловка синя, Cyanoptila cyanomelana
- Мухоловка бірюзова, Eumyias thalassinus
- Джунглівниця короткохвоста, Vauriella gularis
- Алікорто сизий, Brachypteryx montana
- Аренга борнейська, Myophonus borneensis
- Вилохвістка білочуба, Enicurus leschenaulti
- Вилохвістка борнейська, Enicurus borneensis
- Соловейко червоногорлий, Calliope calliope
- Мухоловка тайгова, Ficedula mugimaki
- Мухоловка білоброва, Ficedula hyperythra
- Мухоловка північна, Ficedula albicilla
- Мухоловка білокрила, Ficedula dumetoria
- Скеляр синій, Monticola solitarius
- Saxicola maurus
- Saxicola stejnegeri(інші мови)

Родина: Квіткоїдові (Dicaeidae)
- Красняк золотомушковий, Prionochilus maculatus
- Красняк біловусий, Prionochilus percussus
- Prionochilus xanthopygius
- Красняк чорноголовий, Prionochilus thoracicus
- Квіткоїд бурий, Dicaeum everetti
- Квіткоїд смугастогрудий, Dicaeum chrysorrheum
- Квіткоїд трибарвний, Dicaeum trigonostigma
- Квіткоїд індокитайський, Dicaeum minullum
- Квіткоїд червоний, Dicaeum cruentatum

Родина: Нектаркові (Nectariniidae)
- Саїманга червонощока, Chalcoparia singalensis
- Саїманга однобарвна, Anthreptes simplex
- Саїманга жовточерева, Anthreptes malacensis
- Саїманга червоногорла, Anthreptes rhodolaemus
- Нектаринка мангрова, Leptocoma brasiliana
- Нектаринка карміновогорла, Leptocoma calcostetha
- Маріка жовточерева, Cinnyris jugularis
- Сіпарая кармінова, Aethopyga temminckii
- Сіпарая червона, Aethopyga siparaja
- Нектарка смугастовола, Kurochkinegramma hypogrammicum
- Павуколов товстодзьобий, Arachnothera crassirostris
- Павуколов довгодзьобий, Arachnothera robusta
- Павуколов малий, Arachnothera longirostra
- Павуколов жовтощокий, Arachnothera chrysogenys
- Павуколов великий, Arachnothera flavigaster
- Павуколов східний, Arachnothera modesta
- Павуколов борнейський, Arachnothera everetti

Родина: Іренові (Irenidae)
- Ірена блакитна, Irena puella

Родина: Зеленчикові (Chloropseidae)
- Зеленчик великий, Chloropsis sonnerati
- Зеленчик блакитновусий, Chloropsis cyanopogon
- Зеленчик синьокрилий, Chloropsis cochinchinensis
- Зеленчик борнейський, Chloropsis kinabaluensis

Родина: Астрильдові (Estrildidae)
- Папужник бамбуковий, Erythrura hyperythra
- Папужник довгохвостий, Erythrura prasina
- Мунія борнейська, Lonchura fuscans
- Мунія іржаста, Lonchura punctulata
- Мунія жовтохвоста, Lonchura leucogastra
- Мунія чорноголова, Lonchura atricapilla
- Рисівка яванська, Padda oryzivora (I)

Родина: Горобцеві (Passeridae)
- Горобець польовий, Passer montanus

Родина: Плискові (Motacillidae)
- Плиска гірська, Motacilla cinerea
- Плиска жовта, Motacilla flava
- Плиска аляскинська, Motacilla tschutschensis
- Плиска біла, Motacilla alba
- Щеврик іржастий, Anthus rufulus
- Щеврик оливковий, Anthus hodgsoni
- Щеврик сибірський, Anthus gustavi
- Щеврик червоногрудий, Anthus cervinus

Родина: Вівсянкові (Emberizidae)
- Вівсянка чорноголова, Emberiza melanocephala (A)
- Вівсянка лучна, Emberiza aureola